# Mu Guiying
Mu Guiying (穆桂英) es una heroína legendaria china de la Dinastía Song del Norte y una figura prominente en las leyendas sobre los Generales de la familia Yang. Fue la esposa de Yang Zongbao y madre de Yang Wenguang. Valiente, resuelta y leal, Mu es el símbolo tradicional de mujer firme.

## Leyendas
Mu Guiying practicó artes marciales con su padre el bandido Mu Yu (穆羽) quién gobernaba desde la fortaleza Muke (穆柯寨). Un día Yang Zongbao, el guerrero más joven del ilustre clan Yang, llegó a la fortaleza reclamando la Madera Doma Dragón (降龍木) por orden de su padre, el mariscal Yang Yanzhao. Mu lo rechazó en un duelo que resultó en la captura de Yang Zongbao. Mientras el joven rechazó rendirse y reclamaba la muerte, Mu se sintió atraída por su prisionero y audazmente le propuso matrimonio, lo cual Yang Zongbao finalmente aceptó. Liberado, Yang Zongbao regresó e informó de los acontecimientos, su padre enfurecido ordenó la ejecución del hijo deshonrado. Para salvarle, Mu salió de la fortaleza y se enfrascó en otra batalla con Yang Yanzhao, también capturándole. Mu se disculpó ante su futuro suegro y finalmente Yang Yanzhao aceptó el matrimonio y dio la bienvenida a Mu a su familia y a sus tropas.
Mu jugó un destacado papel en la batalla siguiente contra las fuerzas de la Dinastía Liao, especialmente al romper su formación de Puerta Celestial (天門陣), antes imparable.
Mu Guiying tuvo dos hijos con Yang Zongbao: un hijo Yang Wenguang y una hija, Yang Jinhua.

## Legado
Mu Guiying a veces aparece como diosa de la puerta, normalmente en asociación con Qin Liangyu.
Un cráter en Venus lleva su nombre, Mu Guiying.
Durante el periodo del Gran Salto Adelante en China (1958-1960), Mu Guiying fue ampliamente elogiada y se estableció una Brigada Mu Guiying dirigida por mujeres.

## Representación en películas y series de televisión

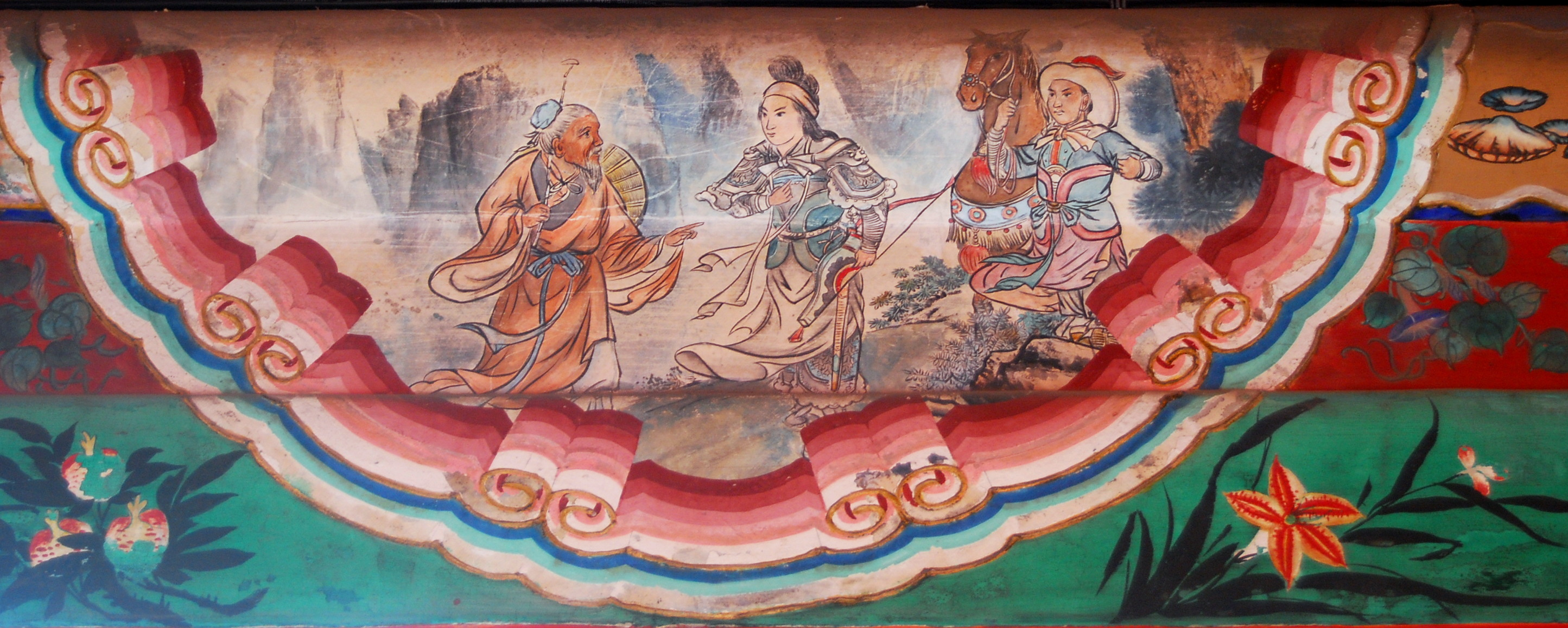
Un mural del siglo XIX pintado en el Pasillo Largo del Palacio de Verano, Pekín, mostrando a Mu Guiying con un curandero.

- Interpretada por Ivy Ling Po en Las 14 Amazonas (1972)
- Interpretada por Liza Wang en Joven Guerrera (1981)
- Interpretada por Bonnie Ngai en Un Clan Brioso: Mu Kuei-ying (1989)
- Interpretada por Zhang Yujia en Generales de la Familia Yang (1991)
- Interpretada por Mak Ging-ting en Heroic Legend of the Yang's Family & The Great General (1994)
- Interpretada por Amy Chan en La Heroína de los Yang (1998)
- Interpretada por Ning Jing en Luchadores Legendarios: la heroína de Yang (2001)
- Interpretada por Fang Xiaoli en El Comandante de Fuego (2001)
- Interpretada por Wang Si-yi en La Heroína Mu Guiying (2004)
- Interpretada por Cecilia Cheung en Amazonas Legendarias (2011)
- Interpretada por Miao Pu en Mu Guiying Toma el Mando (2011)
- Interpretada por Siqin Gaowa en Bai Yutang (2013)